# NGC 1456
NGC 1456 – gwiazda podwójna znajdująca się w gwiazdozbiorze Byka. Skatalogował ją Gerhard Lohse w 1886 roku jako obiekt typu mgławicowego, gdyż jeden ze składników tej gwiazdy wydawał mu się zamglony.